# Kościół św. Wawrzyńca w Luzinie
Kościół świętego Wawrzyńca – rzymskokatolicki kościół parafialny należący do parafii pod tym samym wezwaniem (dekanat Luzino archidiecezji gdańskiej).
Obecna murowana świątynia została wzniesiona w XVIII wieku. We wnętrzu znajdują się liczne rzeźby oraz chrzcielnica powstałe w tym okresie oraz wykonana w XIX wieku droga krzyżowa. W 1945 roku na terenie parafii miał miejsce postój więźniów, którzy zostali ewakuowani z obozu w Stutthofie. Na pamiątkę tego zdarzenia w świątyni została umieszczona płaskorzeźba. Na wieży są umieszczone cztery dzwony, z kolei na południowej ścianie znajduje się zegar słoneczny.
W latach 1947–1950 kościół został przebudowany i rozbudowany. Została rozebrana stara zakrystia, drugie wejście do świątyni i chór. Zostało powiększone prezbiterium, została dostawiona nowa zakrystia i chrzcielnica.